# Molophilus bihamatus
Molophilus bihamatus là một loài ruồi trong họ Limoniidae. Chúng phân bố ở miền Cổ bắc.